# Tony Robinson
 (juin 2013).
Si vous disposez d'ouvrages ou d'articles de référence ou si vous connaissez des sites web de qualité traitant du thème abordé ici, merci de compléter l'article en donnant les références utiles à sa vérifiabilité et en les liant à la section « Notes et références ».
Sir Anthony "Tony" Robinson, né le 15 août 1946 dans le borough londonien d'Hackney, est un acteur, humoriste, historien amateur, présentateur télé et militant politique britannique.

## Biographie
Il est connu pour le rôle de Baldrick dans la série de la BBC La Vipère noire (Blackadder) et pour avoir présenté des programmes tels que Time Team et The Worst Jobs in History. 
On lui doit aussi seize livres pour enfants.
Il est par ailleurs engagé en politique et membre du Parti travailliste.

## Filmographie partielle
- 1975 : Brannigan de Douglas Hickox
- 1994 : L'Histoire sans fin 3 : Retour à Fantasia de Peter MacDonald
- 1999 : Faeries de Gary Hurst (voix)